# مجموعة لانجميد
مجموعة لانجميد البريدية، هي مجموعة من طوابع التلغراف والقرطاسية البريدية البريطانية والأيرلندية من عام 1851 إلى 1881، وهي تشكل جزءًا من مجموعات طوابع البريد الخاصة بالمكتبة البريطانية. وقد أنشأها بيتر لانغ ميد واستلمتها المكتبة بموجب مخطط "بدلاً من الضرائب" في عام 1991.

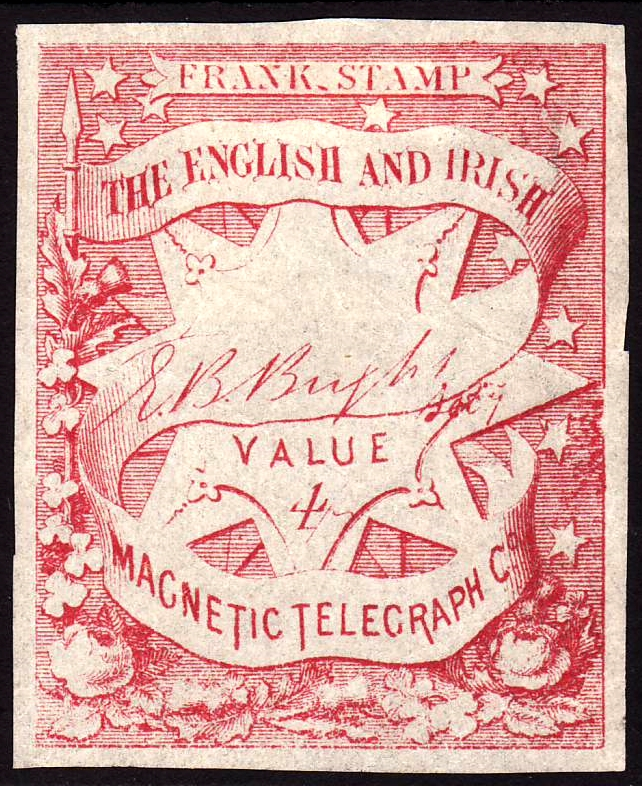
طابع صدر في عام 1857 للشركة الإنجليزية والأيرلندية للتلغراف المغناطيسي (ليس هذا الطابع من مجموعة لانجميد للطوابع).

## اقرأ أيضاً
- The Telegraph Stamps and Stationery of Great Britain, 1851-1954, by Alan K. Huggins & Peter Langmead, Great Britain Philatelic Society, United Kingdom, 2003. ISBN 0-907630-14-6